# Ямато-мару
«Ямато-мару» (яп. 大和丸) — океанский пассажирский лайнер, построенный в 1915 году в Италии под именем «Джузеппе Верди» (итал. Giuseppe Verdi). В 1928 году судно было продано японской компании и переименовано в «Ямато-мару». Во время Японо-китайской и Второй мировой войн судно использовалось в качестве войскового транспорта, находилось в оперативном подчинении Императорской армии Японии. Потоплено 13 сентября 1943 года в Восточно-Китайском море американской подводной лодкой USS Snook (SS-279).

## История постройки
«Джузеппе Верди» был построен на верфи Esercizio Bacini в 1915 году по заказу компании Transatlantica Italiana. Спущен на воду 2 августа, постройка завершена в ноябре того же года. Количество мест составило 100 для пассажиров первого класса, 260 — для второго класса и 1825 — для третьего класса. В первый рейс лайнер вышел 4 ноября 1915 года из Генуи в Нью-Йорк с заходом в Неаполь. В течение последующих тринадцати лет «Джузеппе Верди» эксплуатировался на рейсах между Италией и США. В 1928 году лайнер был продан японской компании Kinkai Yusen K. K. и переименован в «Ямато-мару».

## Японский транспорт

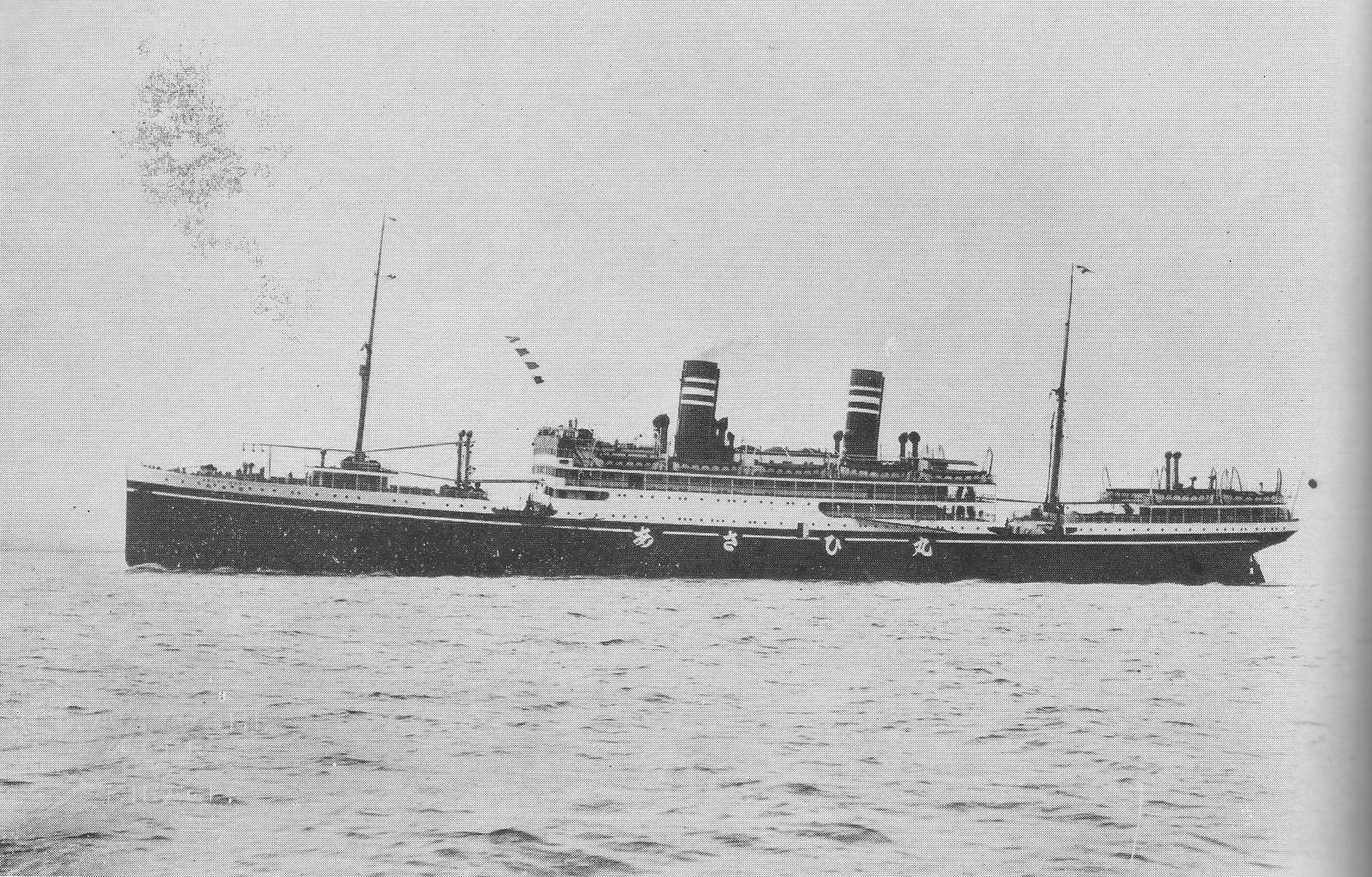
«Асахи-мару» (бывший «Данте Алигьери»), судно аналогичного проекта.

В 1937 году, с началом Японо-китайской войны лайнер переходит в оперативное подчинение армии и используется в качестве войскового транспорта. В сентябре 1937 года «Ямато-мару» перевозил части 20-го пехотного полка 16-й дивизии из Осаки в Вусонг под Шанхаем. В октябре перевёз части 150-го полка 114-й дивизии из Осаки в Китай с заходом на острова Гото для формирования конвоя, войска высажены в заливе Ханчжоувань.
В сентябре 1938 года компания «Ниппон юсэн» приобрела «Кинкай юсэн» вместе со всеми активами, в том числе «Ямато-мару». В 1940 году на судне убрали одну из двух труб.
В 1943 году «Ямато-мару» снова реквизирован для нужд Императорской армии. В августе того же года «Ямато-мару» был включён в состав конвоя, шедшего из Палау в Хиросиму. 25 августа конвой дважды безуспешно (предположительно из-за отказа торпед) был атакован подводной лодкой USS Tunny (SS-282).

## Потопление
11 сентября «Ямато-мару» вышел с японского острова Муцуредзима в Цзилун в составе конвоя из семи судов в сопровождении эсминца «Сиокадзэ». На борту находилось 916 человек, 3340 тонн груза и 3000 килограмм почты.
13 сентября, перед рассветом, конвой был обнаружен американской подводной лодкой USS Snook (SS-279) под командованием Чарльза Трибеля. «Ямато-мару» был торпедирован и затонул в точке 30°18′ с. ш. 123°35′ в. д., погибло четыре члена экипажа и 29 пассажиров. Эсминец атаковал подлодку глубинными бомбами и ошибочно сообщил о её потоплении.